# Олнаж
Алнаж или олнаж (фр. aene — «локоть»: название связано с установлением стандарта ширины полотна сукна в локтях) — в средневековой Англии — официальный надзор по контролю качества и размера шерстяных тканей.

## Первое упоминание
Первое положение по контролю качества шерстяных тканей относится к правлению Ричарда I Львиное Сердце: «шерстяные сукна, не зависимо от места их производства, должны быть шириной два локтя и иметь хорошее качество как в середине так и по краям». Данный указ известен как «Ассиза о мерах» или «Ассиза о сукне».

## Введение специальной службы
Статья 35 Великой хартии вольностей вновь узаконивает «Ассизу о сукне» и в правление Эдуарда I Длинноногого устанавливается специальная должность «алнажер», функции которого были в проверке качества и установленного размера каждого рулона, при этом на допущенной по всем критериям штуке сукна ставилась особая печать. Возросший импорт тканей и огромное разнообразие их размеров привёл к невозможности установления стандартов, что в послужило к отмене контроля размеров сукна в 1353 г.

## Пересмотр стандартов и окончательная отмена
В правление Елизаветы I в ответ на появление и резкое увеличение производства нового лёгкого сукна происходит пересмотр старых стандартов и в 1665 г. был принят устав, по которому создавалась служба алнжеров по лёгкому сукну. Данное положение было принято прежде всего для исключения обмана покупателей при покупке сукна. Стандарт устанавливал в частности полотно тонкого сукна по ширине в один и два ярда. Алнаж окончательно был отменён в 1699 г.